# 亚伦·崔维克
亚伦·崔维克（英語：Aaron Traywick，1989年12月19日—2018年4月29日）是一位生物黑客、超人类主义者和生命延續活动家，曾给自己注射了未经测试的艾滋病和单纯疱疹病毒基因治療针剂。